# Blechnum bruneum
Blechnum bruneum är en kambräkenväxtart som beskrevs av Michael Kessler och Alan Reid Smith.
Blechnum bruneum ingår i släktet Blechnum och familjen Blechnaceae. Inga underarter finns listade i Catalogue of Life.